# Leeds United Football Club
El Leeds United Football Club es un club de fútbol de Inglaterra, de la ciudad de Leeds en Yorkshire del Oeste. Fue fundado en 1919 y milita en la Premier League (2025-26). Es considerado uno de los equipos históricos y de mayor tradición tanto del fútbol inglés como del fútbol europeo. Entre sus principales conquistas y logros destacan a nivel continental: 2 Copas de Ferias logradas en 1968 y 1971, el subcampeonato de la misma en 1967, el subcampeonato de la Recopa de Europa en 1973 y el subcampeonato de la Copa de Europa de 1975 y a nivel nacional: tres Ligas inglesas (1969, 1974, 1992), una FA Cup, una Copa de la Liga de Inglaterra y 2 Community Shield.

## Historia

### Orígenes
El Leeds United F. C. se fundó a finales de 1919 tras la desaparición del Leeds City Football Club . En 1920 fue elegido para participar en Football League One. El equipo dirigido por Arthur Fairclough terminó en un 14.º puesto venciendo 14 partidos y empató otros diez. Los goleadores de este equipo eran Tommy Howarth y Robert Thompson.
La temporada siguiente Leeds United acabó en un octavo lugar.

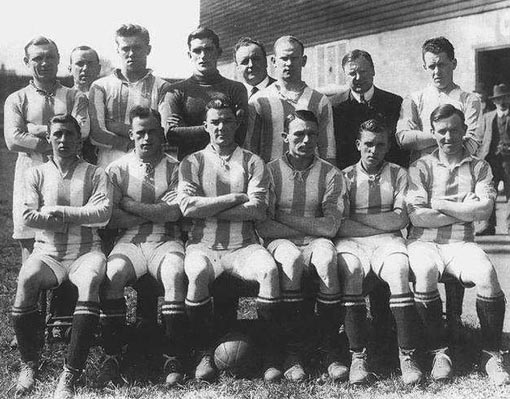
Equipo del Leeds United durante la temporada 1920-21.

En la temporada 1922-23 el Leeds fue subiendo puestos en la clasificación. Este año se incorporó al equipo el interior derecho Percy Whipp.
En la temporada siguiente, con el fichaje de Joe Richmond, Leeds United consiguió terminar campeón y ascendió a la Football League Championship que por entonces era la máxima categoría del fútbol inglés.
La primera temporada en primera división no fue fácil pero el equipo pudo terminar la temporada en 18.º lugar fuera de los puestos de descenso.
Leeds United tuvo tres temporadas consecutivas en primera división antes de finalizar la década de 1920 con el descenso.
En 1932 Leeds United volvió a la máxima categoría con un gran equipo que contaba con jugadores como Charlie Keetley, Joe Firth, Billy Furness, Ernie Hart y Wilf Copping. El equipo se mantuvo en la máxima categoría hasta 1939 en que estalló la Segunda Guerra Mundial.
Durante la guerra las instalaciones de Elland Road fueron usados por la administración militar y al terminar la contienda los jugadores volvieron al club pero la primera temporada tras la guerra (1946-47) Leeds United quedó último ganando solo seis partidos. Al siguiente año la temporada fue mala y a punto estuvo de volver a bajar de categoría.

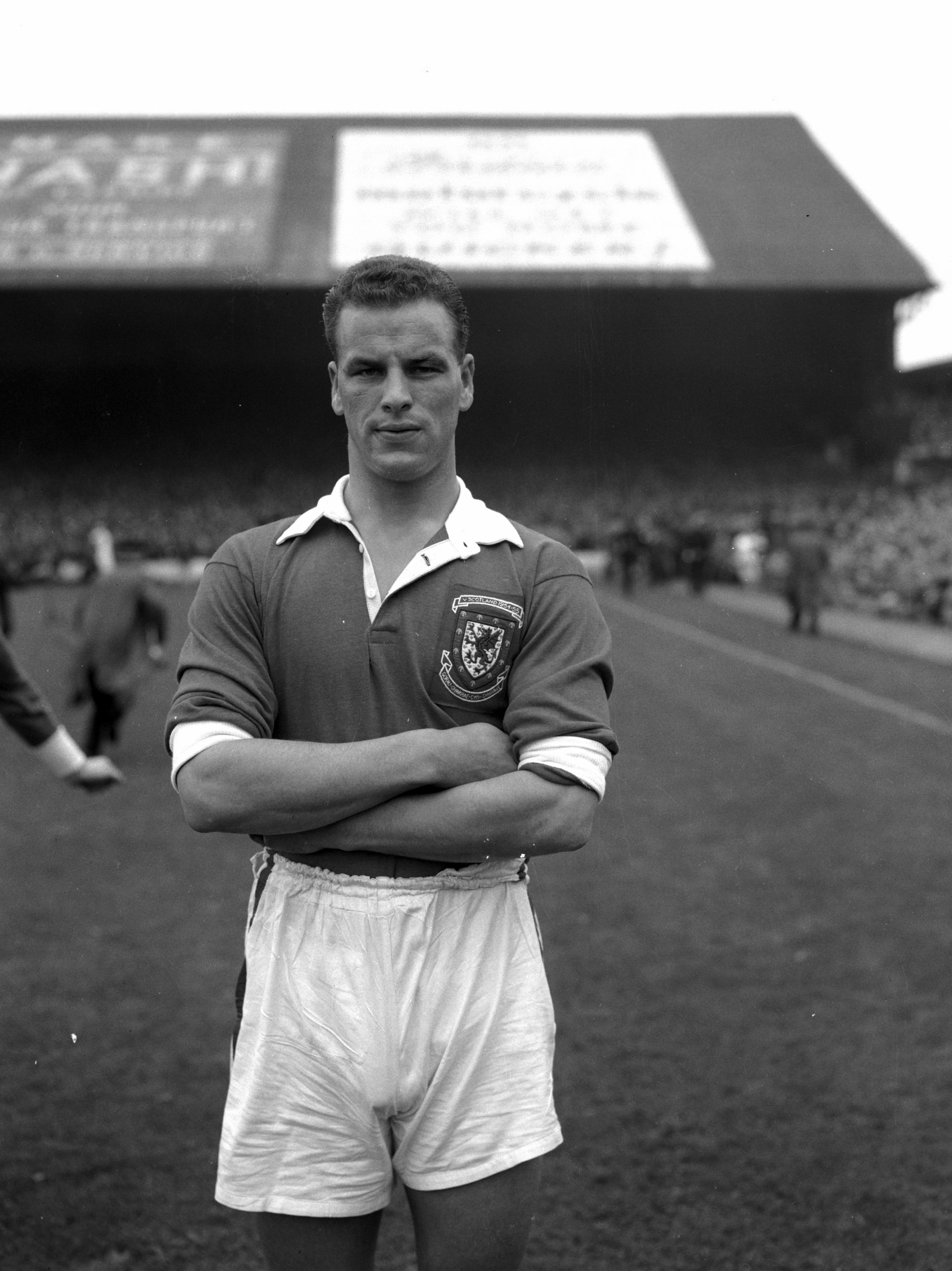
John Charles.

Durante el resto de la década el Leeds United se mantuvo en medía tabla. La temporada 1949-50 terminó con un meritorio quinto puesto y alcanzó los cuartos de final de la FA Cup cayendo por un estrecho margen contra el Arsenal FC en el estadio de Highbury. Durante esta campaña se afianzo en el equipo John Charles.
Leeds United no logró volver a la máxima categoría hasta la temporada 1955-56 después de nueve años en segunda división.

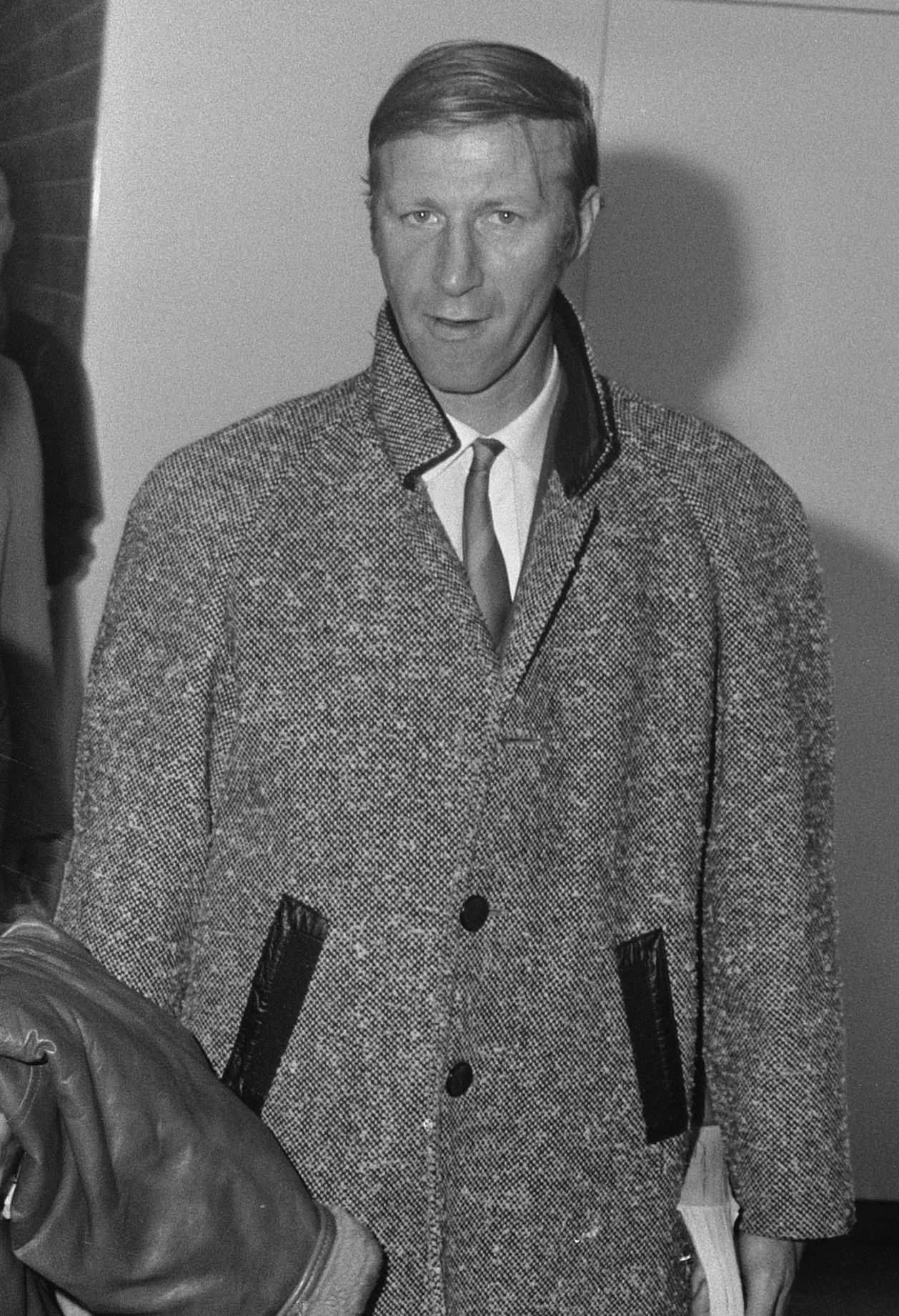
Jack Charlton.

En este equipo destacaban John Charles, Harold Brook, Jack Charlton, Big Jack y Albert Nightingale.
En la temporada 1956-57 el equipo marchaba segundo en la clasificación cuando el 18 de septiembre de 1956 el fuego destruyó una de las gradas resultando calcinado gran parte del material deportivo del club. Leeds terminó la temporada en octava posición. Tras esta temporada John Charles fue traspasado a Juventus de Turín por 65 000 libras esterlinas.
La temporada 1957-58 sin la participación de John Charles el equipo descendió hasta la 17.ª posición.
La temporada 1958-59 Leeds United firmó a Don Revie.
La temporada 1959-60 comenzó con el fichaje de Billy Bremner quien permanecería en el club hasta 1976, sin embargo el equipo volvió a descender de categoría.

### El apogeo con los “Dirties Leeds” de Don Revie
La siguiente campaña, tras el cese de Bill Lambton como entrenador, Don Revie ocuparía el cargo de jugador-entrenador pero el equipo terminó 14.º en segunda división. Al año siguiente fue aún peor y el equipo casi desciende a tercera división.
La campaña 1962-63 vio avanzar a Leeds United que terminó en el quinto lugar. La siguiente temporada consiguió volver a primera división sin perder un partido en toda la liga en Elland Road sumando un total de 63 puntos. En este equipo destacaba el delantero Peter Lorimer que se mantuvo en el club hasta 1979.
La campaña 1964-65 Leeds United terminó en segunda posición de la primera división empatado a puntos con Manchester United quien se llevó el campeonato por diferencia de goles. En este equipo destacaban jugadores como Alan Peacock, Johnny Giles o Hunter Johnson.
El equipo de Revie también había llegado a la final de la Copa FA, donde perdió por 2-1 ante el Liverpool FC en la prórroga en el estadio de Wembley.
La temporada 1965-66 vio otra vez Leeds United terminar segundo en la primera división y competir en su primera temporada en el fútbol europeo, donde llegaron a la semifinal de la Copa de Ferias antes de perder contra el Real Zaragoza.
La temporada 1966-67 el equipo acabó la competición en cuarta posición llegando a semifinales de FA Cup donde cayó eliminado 1-0 con Chelsea FC. En Europa perdió la final de la Copa de Ferias contra el Dinamo de Zagreb.
La temporada 1967-68 comenzó con el fichaje de Mick Jones. El equipo terminó en cuarta posición pero Leeds United consiguió su primer título al vencer en la final de la Copa de la Liga de Inglaterra al Arsenal FC por 1-0 con un gol de Terry Cooper. En la Copa de Ferias se enfrentó en primera ronda a CA Spora Luxembourg al que derrotó 0-9 y 7-0. En segunda ronda su rival fue Partizan de Belgrado al que derrotó 1-2 en el partido de ida y empató en la vuelta 1-1. En octavos de final se enfrentó a Hibernian FC al que derrotó 1-0 en Elland Road, empatando en Escocia 1-1. En cuartos de final se enfrentó a Rangers FC con quien empató a 0 en Escocia para vencer en la vuelta 0-2. En semifinales se volvió a enfrentar a un equipo escocés, el Dundee FC al que derrotó en el partido de vuelta 1-0 tras haber empatado en Escocia a 1.
La final se jugó contra el Ferencvárosi TC al que derrotaron por 1-0.
La temporada 1968-69 comenzaba con muchas esperanzas tras estos éxitos. El equipo respondió y consiguió su primera liga terminando el campeonato con solo dos derrotas.
La temporada siguiente comenzó con el fichaje de Allan Clarke. Leeds United terminó en segunda posición en la liga, perdió la final de la FA Cup frente al Chelsea FC aunque consiguió la victoria en la Charity Shield tras derrotar al Manchester City.

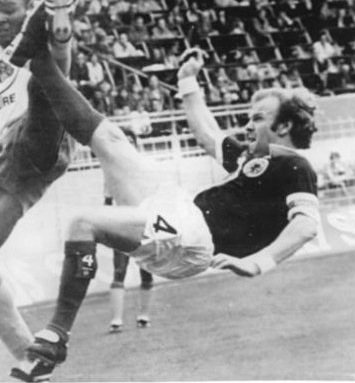
Billy Bremner.

En su primera participación en la Copa de Europa (temporada 1969-70) se enfrentó al FC Lyn Oslo venciendo en Elland Road por un contundente 10-0 y en la vuelta por un 0-6. La segunda ronda lo enfrentó al Ferencvárosi TC húngaro al que derrotó por sendos 3-0. En cuartos de final el rival fue el Standard Lieja al que venció en ambos partidos por 1-0. En semifinales el rival fue el club escocés Celtic FC, equipo que fue capaz de vencer en Elland Road por 0-1 y en Hampden Park por 2-1 cayendo de esta forma eliminado en semifinales.
La temporada 1970/71 Leeds United volvió a quedar en el segundo puesto de la clasificación. En la Copa de Ferias se enfrentó en primera ronda a Sarpsborg FK al que derrotó por 0-1 y 5-0. En la siguiente ronda su rival fue Dinamo Dresde al que derrotó en Elland Road por 1-0 clasificándose a por el valor doble de los goles al perder en la República Democrática Alemana por 2-1. En octavos de final se enfrentaron a Sparta Praga al que derrotó en Inglaterra 6-0 y en Checoslovaquia 2-3. En cuartos de final su rival fue Vitória FC al que derrotó 2-1 en Inglaterra y empató a 1 en Portugal. En semifinales se enfrentó a Liverpool FC al que venció en Anfield Road 1-0 empatando en la vuelta. La final le enfrentó a Juventus de Turín en la ida en Italia el partido terminó 2-2 y la vuelta 1-1 por lo que Leeds fue campeón por el valor doble de los goles marcados fuera de casa.
La temporada 1971-72 Leeds vuelve a repetir en la segunda posición pero consigue la victoria en la FA Cup gracias a un gol de Allan Clarke. En su participación en la Copa de la UEFA tuvo una participación discreta enfrentándose en primera ronda con el equipo belga del Lierse SK al que venció en el partido de ida por 0-2 pero cayó eliminado tras un 0-4 en el partido de vuelta en Elland Road.
La temporada 1972-73 estuvo a punto de repetir título de FA Cup pero perdió la final contra el Sunderland FC. En liga terminó en una tercera posición. En su participación en la Recopa de Europa de fútbol se enfrentó en primera ronda a MKE Ankaragücü con quien empató el partido de ida 1-1 venciendo en la vuelta 1-0. En segunda ronda se enfrentó a FC Carl Zeiss Jena con quien empató en la ida 0-0 venciendo en el partido de vuelta 2-0. En cuartos de final se midió al Rapid de Bucarest al que derrotó en Elland Road 5-0 y en Rumania 3-1. En semifinales se enfrentó a Hajduk Split al que derrotó en la ida 1-0 empatando en la vuelta 0-0. La final la disputó contra AC Milan quien resultaría campeón con un gol de Luciano Chiarugi. El partido fue muy polémico y Leeds United reclamó dos penaltis.
La temporada 1973-1974 terminó con el título de liga para Leeds United. Tras esta temporada Don Revie dejó Leeds United para convertirse en seleccionador de Inglaterra. En su participación en la Copa de la UEFA se enfrentó en primera ronda al Stromsgodset IF noruego con quien empató 1-1 en el partido de ida, venciendo en la vuelta por un contundente 6-1. En segunda ronda se enfrentó al Hibernian FC al que derrotó en la tanda de penaltis tras acabar los dos partidos con sendos empates a 0. En la siguiente ronda se enfrentó al Vitória FC al que derrotó por 1-0 en Leeds pero que consiguió vencerle 3-1 en Setúbal por lo que cayó eliminado.

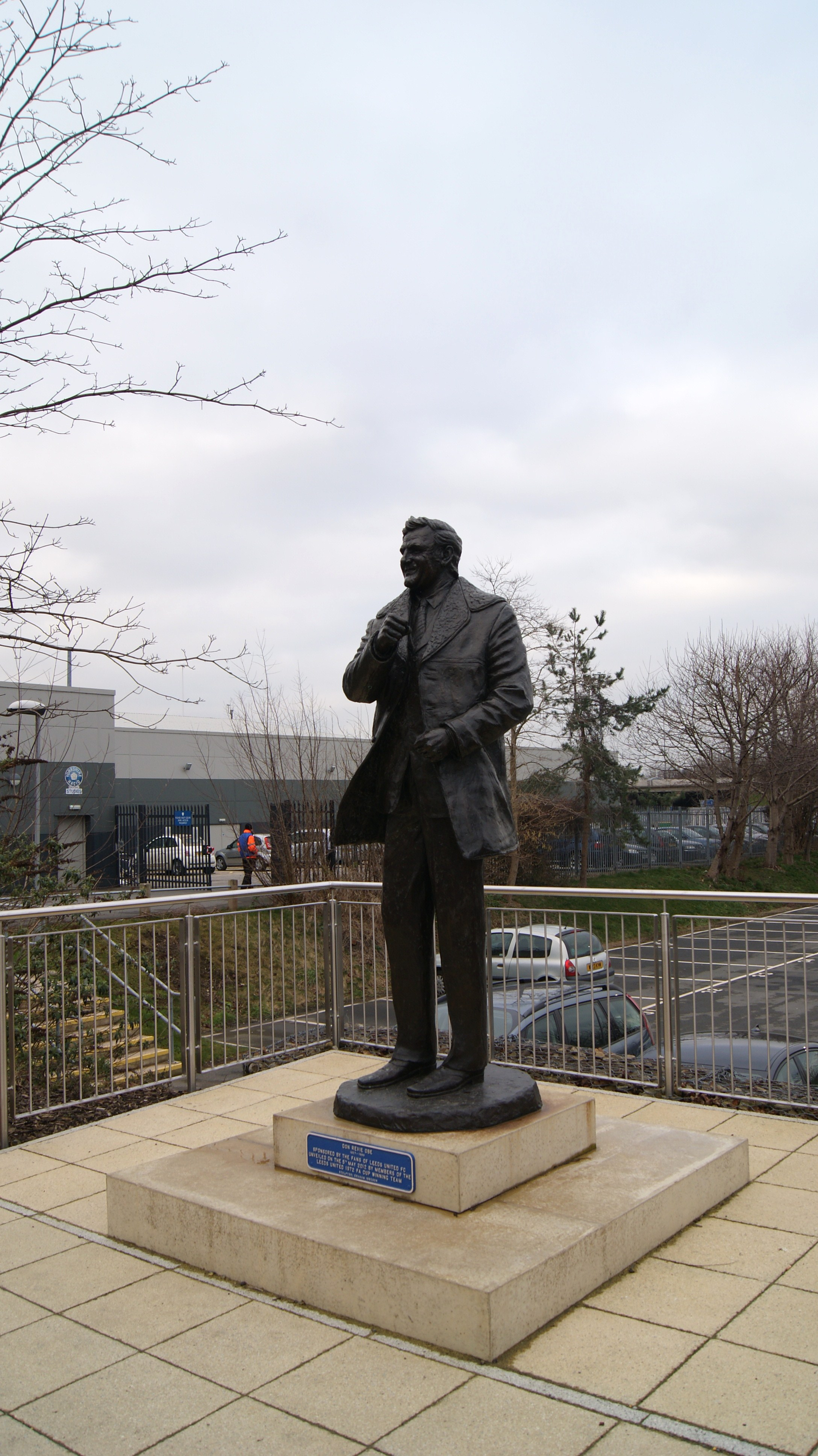
Estatua de Don Revie.

La época de Don Revie coincide con el apogeo del club y el comienzo de las rivalidades contra otros equipos que le hizo ser un equipo odiado por los seguidores de otros clubs y le hizo ganar varios apelativos como “Dirty Leeds” (“Leeds sucios” por su dureza) aunque sus seguidores lo conocían como “SuperLeeds”.

### Comienzo del declive
El sucesor de Don Revie como entrenador fue Brian Clough pero solo duró 44 días en el cargo. Durante este tiempo fichó a John McGovern, John O´Hare y Duncan McKenzie. El elegido para sustituirle fue Jimmy Armfield. Leeds United se vio afectado en el rendimiento y acabó en novena posición en la liga.
Sin embargo es en esta temporada (1974-75) en la que el equipo tuvo su mejor participación en la Copa de Europa. Leeds United se enfrentó en primera ronda a FC Zürich al que derrotó en Inglaterra por 4-1 lo que supuso la clasificación para la siguiente ronda a pesar de caer en Suiza por 2-1. En segunda ronda se enfrentó al Újpest FC al que eliminó tras vencer en la ida 1-2 y en la vuelta 3-0. En cuartos de final se enfrentó a RSC Anderlecht al que eliminó tras vencerlos por 3-0 y 0-1. En semifinales el rival fue el FC Barcelona al que derrotó en Elland Road por 2-1 y con quien consiguió empatar en el Camp Nou 1-1. En la final se enfrentó al Bayern de Münich que le derrotó en una polémica final por 2-0. Antes de los goles de Franz Roth y Gerd Müller, el árbitro expulsó a Peter Lorimer además de no pitar dos penaltis a favor de los ingleses.
La temporada 1975-76 empezó con las marchas de Terry Cooper, Billy Bremner, Norman Hunter, Johnny Giles y Terry Yorath y con las incorporaciones de Tony Currie, Brian Flynn, Arthur Graham y Ray Hankin. Entre esta temporada y la temporada 1977-78 (en que Jimmy Armfield se mantuvo en el cargo) Leeds United ocupó puestos de mitad de tabla en la primera división.
El siguiente entrenador fue Jimmy Adamson quien condujo a Leeds United hasta la quinta plaza en la temporada 1978-79. Sin embargo en la temporada 1979-80 el equipo no dio la talla y finalmente tuvo que dimitir en octubre de 1980.

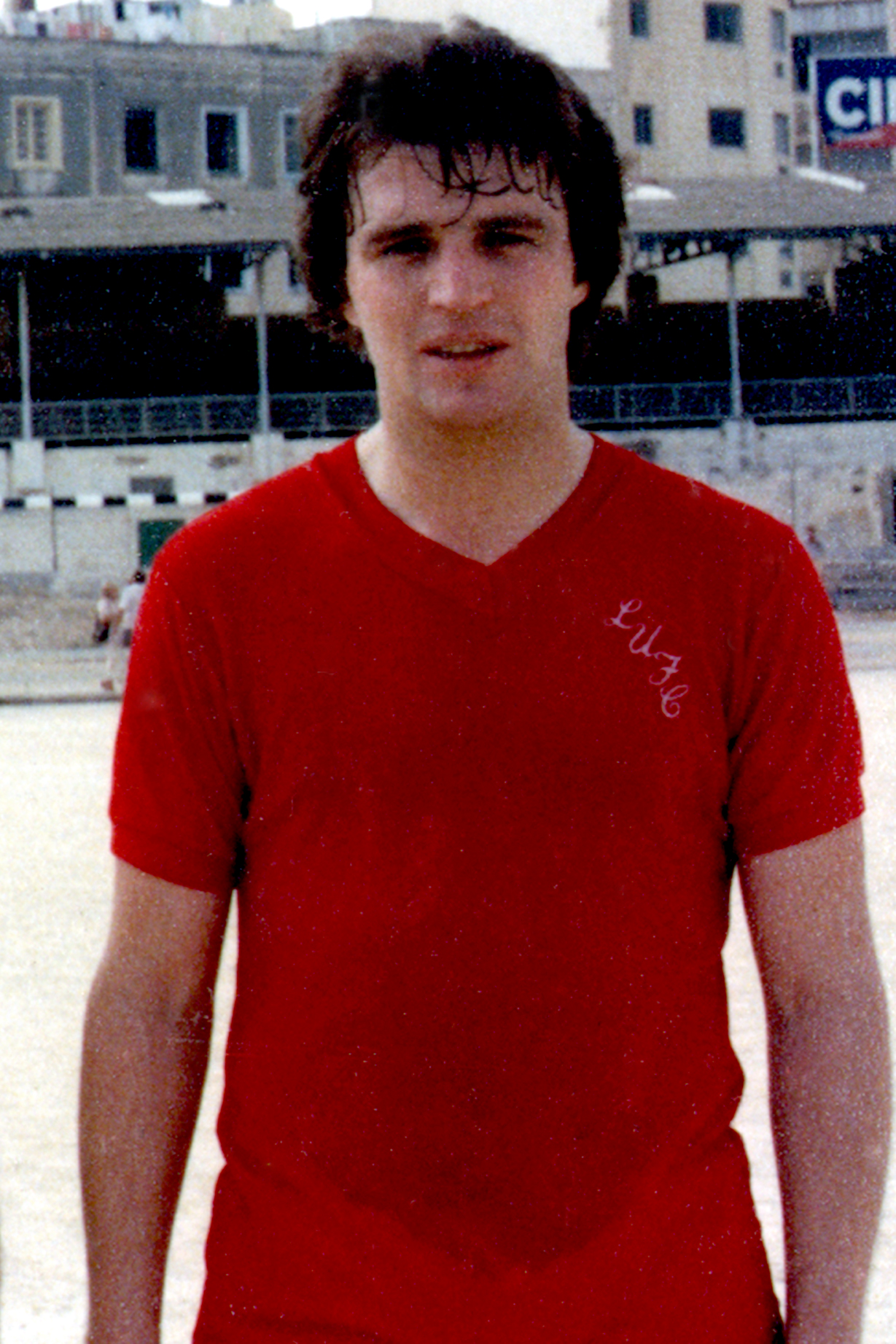
Ray Hankin.

El equipo volvió a la Copa de la UEFA en la temporada 1979-80 pero tuvo una discreta actuación. En primera ronda se enfrentó al equipo maltés Valletta FC al que venció 0-4 y 3-0. En segunda ronda se enfrentó al equipo rumano FC Universitatea Craiova que venció en Rumania 2-0 y en Inglaterra 0-2.

### Los difíciles 80
Allan Clarke fue el elegido para dirigir al Leeds United y dejó al equipo en novena posición. En la temporada 1981-82 terminó en último lugar y descendió a segunda división lo que costó la destitución.
El equipo se mantuvo en mitad de tabla de la segunda división durante tres temporadas y en la temporada 1984-1985 volvió al equipo Peter Lorimer con 37 años quien se convirtió en el máximo goleador de la historia del Leeds United superando a John Charles.
Allan Clarke fue sustituido por Billy Bremner quien dejó al equipo en 14.ª posición. En la temporada 1987-88 el equipo quedó en séptimo posición de la segunda división.
En mitad de la temporada 1988-89, Howard Wilkinson se hizo cargo del equipo y lo dejó en 10.ª posición.

### La era Wilkinson y la última Liga
En la temporada 1989-90, la primera completa de Wilkinson al frente del equipo, Leeds United quedó campeón de la segunda división. En este equipo destacaban jugadores como Gordon Strachan, Gary McAllister, Mel Sterland y John Hendrie.
La temporada 1990-91 comenzó con el fichaje de Lee Chapman. El equipo terminó cuarto y Chapman fue el máximo goleador de la categoría con 21 goles.
La temporada 1991-92 comenzó con el fichaje de Éric Cantona y el Leeds United consiguió sorprendentemente el título de campeón superando a Manchester United.
Al año siguiente, sin embargo, el equipo terminó en un decepcionante 17.º puesto. Leeds United volvió a la Copa de Europa en la temporada 1992-93. En primera ronda derrotó al VfB Stuttgart pero en segunda ronda fue eliminado por Rangers FC por 2-1 y 1-2.
Las temporadas 1993-94 y 1994-95 Leeds United terminó en quinta posición.
La temporada 1995-96 comenzó con el fichaje de Tony Yeboah. Este año se logró llegar a la final de la Copa de la Liga pero perdió contra el Aston Villa por 3-0. En su participación en la Copa de la UEFA se enfrentó en primera ronda con AS Mónaco al que derrotó en el Stade Louis II por 0-3 logrando la clasificación para siguiente ronda a pesar de caer en Elland Road por 0-1. En siguiente ronda se enfrentó a PSV Eindhoven que venció en Inglaterra 3-5 y en Holanda 3-0.
Para la temporada 1996-97 se fichó a Lee Sharpe, Nigel Martyn, Lee Bowyer y Ian Rush. Wilkinson fue destituido a mitad de temporada por los malos resultados y fue sustituido por George Graham. El equipo terminó en 11.ª posición en la liga.

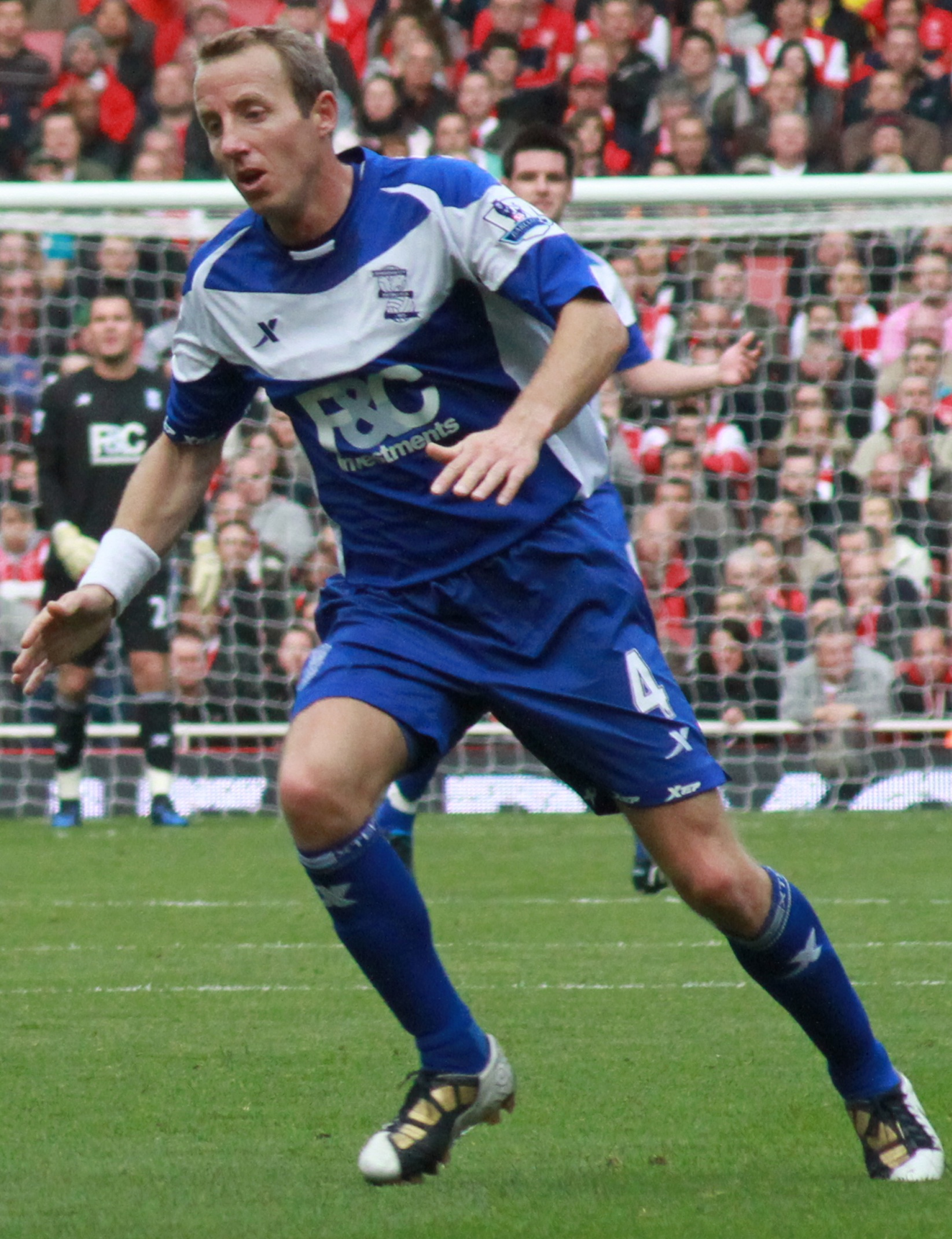
Lee Bowyer.

### La era O'Leary

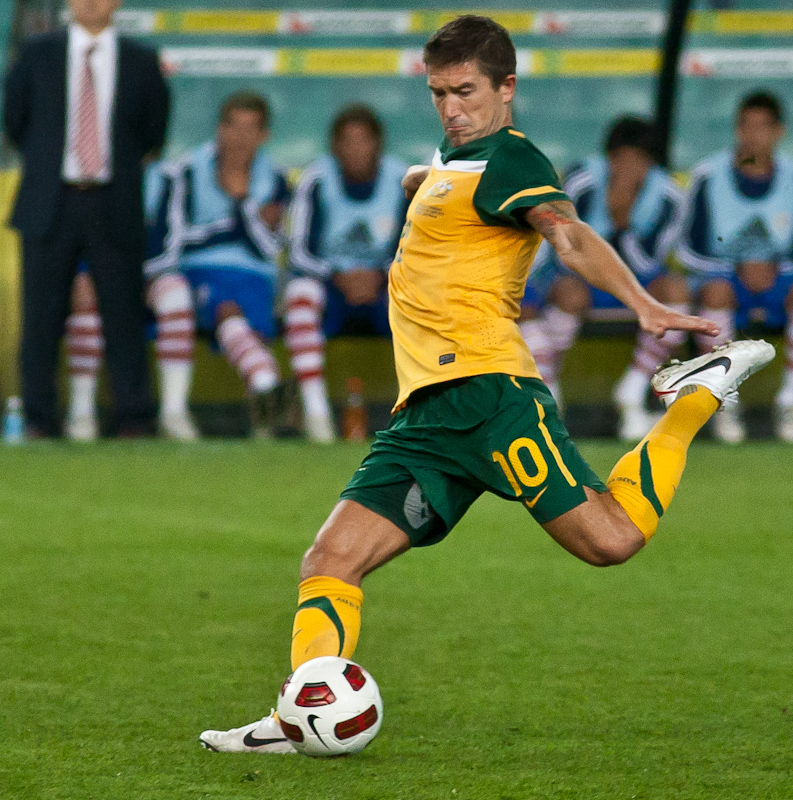
Harry Kewell.

Para la temporada 1997-98 se quiso reforzar la delantera con los fichajes de Jimmy Floyd Hasselbaink y el centro del campo con David Hopkin, Alfie Haaland y Bruno Ribeiro. Leeds realizó una buena campaña y terminó en quinta posición.
La temporada 1998-99 Graham abandono Leeds y fue sustituido por David O´Leary. Leeds volvió a realizar una buena campaña y terminó cuarto en liga.
La temporada 1999-00 el equipo quedó tercero, clasificándose para Champions League. Su participación en la Copa de la UEFA de la temporada 1999-2000 fue una de las más exitosas de la historia del club. En primera ronda se enfrentó al Partizan de Belgrado al que derrotó 1-3 y 1-0. En segunda ronda el rival fue FC Lokomotiv Moscú al que derrotó en Elland Road 4-1 y en el Estadio Lokomotiv por 0-3. Su siguiente rival fue el también ruso Spartak de Moscú con quien cayó derrotado por 2-1 en Rusia pero al que venció 1-0 en Inglaterra clasificándose por marcar más goles en campo contrario. En octavos de final se enfrentó a AS Roma con quien empata en Italia a 0 venciendo en Inglaterra 1-0. En cuartos de final el rival fue el Slavia de Praga al que derrotó en Inglaterra 3-0 perdiendo la vuelta en Praga por 2-1. En semifinales se enfrentó a Galatasaray Spor Kulübü con quien cayó derrotado en el Estadio Ali Sami Yen por 2-0 empatando la vuelta 2-2.
En la víspera del partido de ida de la semifinal dos aficionados del Leeds United murieron apuñalados en Estambul.
Para la temporada 2000-01 se fichó a Olivier Dacourt, Mark Viduka, Dominic Matteo y Rio Ferdinand.

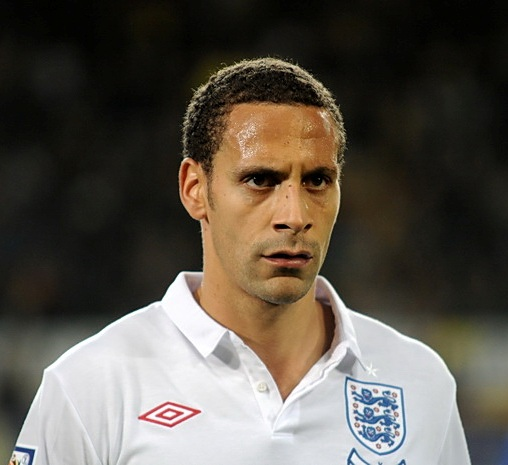
Rio Ferdinand.

En la Premier League, Leeds United tuvo que conformarse con el cuarto lugar y una plaza en la Copa de la UEFA para la temporada 2001-2002. En esta temporada también hizo un gran papel en la Champions League venciendo en la fase previa a TSV 1860 Múnich al que venció en Inglaterra 2-1 y en Alemania 0-1. En la primera fase de grupos tuvo que enfrentarse a equipos de la talla del FC Barcelona, AC Milan y Beşiktaş Jimnastik Kulübü. Se clasificó para la segunda fase de grupos donde se enfrentó a Real Madrid, SS Lazio y RSC Anderlecht clasificándose segundo de grupo tras el Real Madrid. En cuartos de final se enfrentó al Deportivo de la Coruña al que venció 3-0 en Inglaterra con lo que se clasificó a pesar de caer derrotado 2-0 en el Estadio de Riazor. En semifinales se enfrentó a Valencia CF con quien empató a 0 en Elland Road cayendo derrotado en el Estadio de Mestalla 3-0.

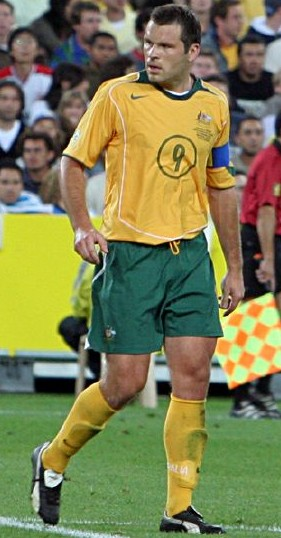
Mark Viduka.

Leeds United mejoró su plantilla con los fichajes de Robbie Fowler de Liverpool FC y de Seth Johnson para la siguiente temporada. Estos jugadores venían a reforzar una plantilla que contaba con jóvenes jugadores como Jonathan Woodgate, Paul Robinson, Alan Smith, Ian Harte, Harry Kewell, Michael Bridges y Lee Bowyer junto a otros más experimentados como Mark Viduka, Rio Ferdinand, Olivier Dacourt, David Batty, Lucas Radebe, Eirik Bakke, Robbie Keane, Nigel Martyn, Dominic Matteo y Fowler, Leeds United parecían una verdadera fuerza a tener en cuenta.
La temporada 2001-2002 Leeds United quedó en quinta posición. El no clasificarse para Champions League fue un golpe para la economía del club y Leeds United tuvo que vender a algunos jugadores antes del inicio de la temporada 2002-03. En la Copa de la UEFA se enfrentó a CS Marítimo con quien cayó derrotado en Funchal 1-0 pero al que pudo derrotar en la vuelta 3-0. La siguiente ronda le midió con Troyes AF al que derrotó 4-2 en Inglaterra cayendo derrotado en la vuelta 3-2. La tercera ronda le midió al Grasshopper Club Zürich al que derrotó 1-2 empatando en Elland Road 2-2. En octavos de final se midió a PSV Eindhoven con quien empató en Holanda 0-0 cayendo derrotado en Inglaterra 0-1.

### Crisis y descenso

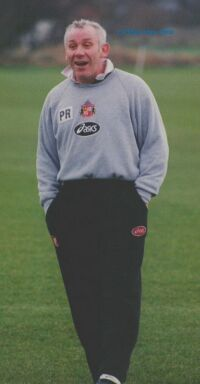
Peter Reid.

O´Leary dejó el club en 2002 y fue sustituido por Terry Venables con quien el club coqueteó con el descenso siendo despedido en marzo de 2003. Fue sustituido por Peter Reid quien logró evitar el descenso. En su participación en la Copa de la UEFA 2002-03 se enfrentó al PFK Metalurg Zaporizhia al que venció 1-0 empatando la vuelta 1-1. En segunda ronda su rival fue el Hapoel Tel-Aviv al que venció 1-0 en Elland Road y 1-4 en la vuelta. En tercera ronda se enfrentó al Málaga CF con quien empató en La Rosaleda cayendo derrotado en Elland Road por 1-2.
Sin embargo el club estaba tocado económicamente con unas deudas de casi 80 millones de libras.
Peter Reid tuvo que dejar el equipo en noviembre de 2003 por una serie de malos resultados y Eddie Gray fue su sustituto quien no pudo evitar el descenso de categoría. En 2004 el club se declaró en quiebra lo que hizo que el Leeds United AFC tuviera que vender valiosos jugadores a un precio mucho menor que el real. La cosa no termina ahí, ese mismo año tuvieron que vender el predio de entrenamiento que el estadio Elland Road, con un plazo de 25 años para poder recuperarlo. Para el 2005, ninguno de los jugadores anteriormente nombrados formaban parte de la plantilla blanca.
En la temporada 2004-2005 el equipo terminó en 14.ª posición. La siguiente temporada terminó quinto y jugó la promoción de ascenso aunque fue derrotado por el Watford FC por 3-0.
La temporada 2006-07 el Leeds descendió por primera vez a la tercera categoría del fútbol inglés.
Lo único reseñable de estos años fue la victoria en la FA Cup contra el Manchester United en 2010 con un gol de Jermaine Beckford. Ese mismo año el club podría volver a ascender a segunda división.
Hoy en día se considera al club como “libre de deudas” lo que es por lo menos dudoso, teniendo en cuenta que su estadio todavía no ha sido pagado en tiempo y forma y que hay varios juicios en contra de la institución.
Lo único que mantiene hoy en día al Leeds es su inconmensurable caudal de gente que llena el estadio, motivo por el cual Alex Ferguson dijo que Elland Road era el campo “más intimidante” en el que le había tocado jugar.

### Era Bielsa (2017-2022)
En 2017 el club fue adquirido por el multimillonario italiano Andrea Radrizzani, quien lo reforzó con un técnico de renombre internacional y jugadores destacados. Para iniciar la temporada 2018/19 en la Football League Championship, fue contratado el argentino Marcelo Bielsa, quien venía de dirigir al Lille Olympique Sporting Club de Francia, y contó principalmente con Patrick Bamford, Kiko Casilla, Liam Cooper, Pablo Hernández y Kalvin Phillips. Bielsa modificó los hábitos del plantel, su método de entrenamiento y aplicó el sistema del fútbol total, lo cual empezó a mostrar resultado. Al final de la temporada el equipo terminó tercero luego de mantener la punta durante casi todo el torneo. En los playoffs por el último ascenso perdió con el Derby County en semifinales.
La temporada 2019/20 comenzó bien, con el equipo enfocado en su objetivo. No cometió los errores del pasado y pudo redondear una gran temporada. El 17 de julio de 2020 logra su ascenso a la Premier League, ya que su inmediato perseguidor el West Bromwich Albion cayó en visita al Huddersfield, asegurando un cupo en la máxima división inglesa. Un día después, el 18 de julio tras la derrota por 1-0 del Brentford ante Stoke City, fue campeón de la Football League Championship a falta de dos fechas del final. Para la temporada 2020/21 el club estrenó el documental Llévanos a casa, que relata su proceso de ascenso, y gastó 107 millones de euros en refuerzos, siendo el tercero de la liga y el quinto del mundo, principalmente por Hélder Costa, Raphael Dias, Diego Llorente y Rodrigo Moreno. Tras los malos resultados conseguidos por el equipo en lo que iba de la liga, la directiva del club despidió a Bielsa el 27 de febrero de 2022, tras caer 2-4 ante el Manchester United FC en la temporada 2021-22.

### Temporada 2022-2023
Jesse Marsch fue designado como reemplazo de Bielsa y dirigió con éxito al club para evitar el descenso. en el último día de la temporada. Marsch fue despedido por el club en febrero de 2023, y fue sustituido por Javi Gracia. Gracia fue despedido en mayo, después de haber ganado sólo tres de sus doce partidos a cargo, y fue reemplazado por Sam Allardyce mientras el club pretendía evitar el descenso por segunda temporada consecutiva. Sin embargo, no pudo evitarlo cuando Leeds volvió a caer en el campeonato en el último día de la temporada.

### 2023-2024: De vuelta a la English Football League Championship, adquisición de los familia DeBartolo York.
Dado que Allardyce dejó el club tras el descenso, Daniel Farke fue nombrado entrenador el 4 de julio. Farke había ganado previamente la EFL Championship dos veces con Norwich City. El 18 de julio, Jed York, que entonces poseía el 44% de las acciones del club, llegó a un acuerdo con Radrizziani para comprar el 56% restante en una adquisición completa.  York, hijo de John y Denise DeBartolo York y nieto de Eddie DeBartolo, Jr., adquirió el equipo a través de 49ers Enterprises, el holding de propiedades deportivas de la familia DeBartolo que comenzó en 1977. En lo deportivo y en su primera temporada de regreso en la Championship, el Leeds no logró el ascenso a la Premier League, tras perder la final del play-off contra el Southampton en Wembley

### 2024-presente: Regreso a la Premier League
Tras un comienzo flojo en la temporada 2024-25 de la Championship, el Leeds ascendió al segundo puesto de la tabla, el 18 de octubre al vencer al Sheffield United por 2-0 en Elland Road. Desde ese momento, el Leeds no volvió a bajar del top 3 esa temporada; ante el declive del Sunderland, que inicialmente lideraba la clasificación. A partir de ese momento, la carrera por el ascenso a la Premier League, se convirtió en una batalla a tres bandas con el Sheffield United y el Burnley. Tras una derrota ante el Blackburn Rovers a finales de noviembre, el Leeds encadenó una racha de tres meses invicto, que incluyó victorias sobre sus rivales, el Sheffield United y el Sunderland, y una victoria por 7-0 sobre el Cardiff City en Elland Road. Sin embargo, una victoria en cinco partidos durante el mes de marzo, hizo que el Leeds cayera brevemente al tercer lugar en la tabla, antes de que una racha de tres victorias, junto con tres derrotas inesperadas del Sheffield United, los dejara al borde del ascenso. El 21 de abril, el Leeds venció a Stoke City como local por 6-0 en Elland Road y eso, sumado a que horas después, el Burnley derrotó al Sheffield United como local por 2-1, provocó que el Leeds United y el Burnley ascendieron anticipadamente a la Premier League, a falta de 2 fechas del final torneo. En ese caso, el Leeds United regresará a la Premier League, después de 2 temporadas de estar ausente de la máxima categoría.

## Uniforme
- Uniforme titular: Camiseta, pantalón y medias blancas.
- Uniforme alternativo: Camiseta, pantalón y medias amarillas.

| 1919–1934 | 1934–1959 | 1960– |

El uniforme original del Leeds United AFC era camiseta blanquiazul con pantalones blancos y medias azules similar a la equipación del Huddersfield Town FC con quien compartía presidente, Hilton Crowther.
El primer cambio en la equipación se produjo en 1934 cuando su camiseta adoptó los colores amarillo y el azul conservando el color del pantalón y las medias.
En la temporada 1959-60 el equipo descendió a segunda división y Don Revie, mánager del conjunto inglés, decidió que el equipo vistiera totalmente de blanco como el Real Madrid que acababa de ganar su quinta Copa de Europa como estímulo para mejorar el rendimiento del equipo. Fue después de que el conocido como el «Madrid de Di Stéfano»— asombrara al mundo en la final de la Copa de Europa 1959-60 ganando por 7-3 al Eintracht Frankfurt Fußball, partido presenciado en las gradas por Revie. 
Cabe destacar que desde entonces el Leeds United A. F. C. se convirtió en uno de los mejores equipos de Inglaterra ganando numerosos títulos hasta la década de los años 1980, cambiando el color y la historia de los leodensians, desde entonces con el apelativo de “Whites” (Blancos).

## Estadio

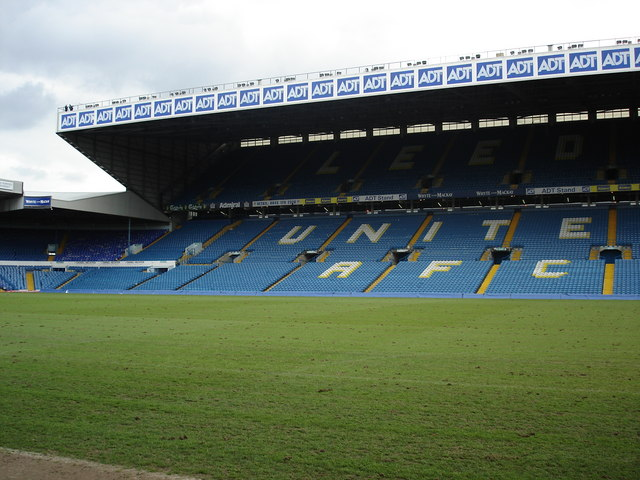
Interior del Elland Road.

Elland Road es un estadio de fútbol de la ciudad de Leeds, en el condado de West Yorkshire en el Reino Unido. Tiene una capacidad de 40 000 personas y abrió sus puertas en 1897. En la actualidad ocupa el undécimo lugar en la lista de los estadios de fútbol más grandes de Reino Unido.

## Rivalidad
Leeds United FC tiene una gran rivalidad con el Manchester United que procede de la ubicación geográfica de ambos clubes y de una guerra que se remonta nada menos que al siglo XV, la Guerra de las Rosas, que enfrentó a la casa de Lancaster (que se apoyaba en la región de Lancashire y cuyo emblema era una flor de color rojo) contra la casa de York (que se apoyaba en la región de Yorkshire y cuyo emblema era una flor de color blanco). La rivalidad entre las regiones se incrementó durante la Revolución Industrial, que hizo que Mánchester se enriqueciera gracias a la producción de manufacturas de algodón. Esto provocó que el comercio de lana, que era la base económica de Leeds, entrara en decadencia. Por último el hecho de que ambos equipos tuviesen plantillas competitivas durante los años sesenta y setenta hizo que creciera la rivalidad entre los dos equipos.
Otro conjunto con el que existe una gran rivalidad es el Chelsea FC. La enemistad se estableció en la década de los 70 con enfrentamientos como el de la final de la FA Cup que terminó siendo para el Chelsea tras dos encuentros de desempate. La rivalidad no fue sólo deportiva sino que los aficionados de ambos equipos tuvieron altercados y enfrentamientos de tipo hooligan.
Por cercanía también se puede mencionar a los clubes de la ciudad de Sheffield, es decir Sheffield United y el Sheffield Wednesday. Otras rivalidad por cercanía son contra el Huddersfield Town, estando a solo a 30 minutos las ciudades de Huddersfield y Leeds entre sí, y con el Bradford City, siendo Bradford una ciudad casi pegada a Leeds.
Otra de las tantas rivalidades del Leeds es la que posee con el Derby County desde principio de los años 70s cuando Brian Clough era su técnico y Don Revie en el Leeds, ambos técnicos antagonizaron en cuanto a las formas, siendo Clough un técnico más dogmático y Don Revie más pragmático, ambos clubes y técnicos compitieron en lo más alto del fútbol inglés esos años desarrollando la rivalidad, en tiempos más actuales siendo Frank Lampard entrenador del Derby surgieron cruces con Marcelo Bielsa en su paso por Leeds debido a acusaciones de espionaje al técnico argentino.

## Jugadores

### Dorsal #17
El 15 de mayo de 2014, el Leeds United retiró el número 17 debido a razones supersticiosas de su presidente Massimo Cellino. Hasta antes de junio del mismo año, ese número fue utilizado por última vez por Michael Brown.
En el año 2019 el número fue reintroducido para el jugador Hélder Costa.

## Palmarés

### Torneos nacionales (7)
| Competiciones nacionales | Títulos                                      | Subcampeonatos                               |
| ------------------------ | -------------------------------------------- | -------------------------------------------- |
| Primera División (3/5)   | 1968-69, 1973-74, 1991-92.                   | 1964-65, 1965-66, 1969-70, 1970-71, 1971-72. |
| FA Cup (1/3)             | 1971-72.                                     | 1964-65, 1969-70, 1972-73.                   |
| Copa de la Liga (1/1)    | 1967-68.                                     | 1995-96.                                     |
| Community Shield (2/1)   | 1969, 1992.                                  | 1974.                                        |
|                          |                                              |                                              |
| Segunda División (5/3)   | 1923-24, 1963-64, 1989-90, 2019-20, 2024-25. | 1927-28, 1931-32, 1955-56.                   |
| Tercera División (0/1)   |                                              | 2009-10.                                     |

### Torneos internacionales (2)
| Competiciones internacionales | Títulos           | Subcampeonatos |
| ----------------------------- | ----------------- | -------------- |
| Liga de Campeones (0)         |                   | 1974-75.       |
| Copa de Ferias (2/1)          | 1967-68, 1970-71. | 1966-67.       |
| Recopa de Europa (0/1)        |                   | 1972-73.       |

## Récords
Estos son los récords totales del club:
- Mayor victoria en Liga: 8-0 frente al Leicester City (7 de abril de 1934).
- Mayor victoria en competición europea: 10-0 frente al  Lyn Oslo (17 de septiembre de 1969).
- Mayor victoria en FA Cup: 8-1 frente al Crystal Palace (3 de enero de 1930).
- Mayor victoria en Copa de la Liga: 5-1 frente al Mansfield Town (2 de septiembre de 1963).
- Mayor derrota en Liga: 1-8 frente al Stoke City (27 de agosto de 1934).
- Mayor derrota en competición europea: 0-4 frente al  Lierse (septiembre de 1971) y frente a FC Barcelona (septiembre de 2000).
- Mayor derrota en FA Cup: 2-7 frente al Middlesbrough (enero de 1946).
- Mayor derrota en Copa de la Liga: 0-7 frente al West Ham United (noviembre de 1966) y Arsenal (septiembre de 1979).
- Máximo goleador en Liga en una temporada:  John Charles (43 goles) en la temporada 1953-54.
- Mayor número de goles en un partido: 5 de  Gordon Hodgson frente a Leicester City (1 de octubre de 1938).
- Máximo goleador en la historia del club:  Peter Lorimer (238 goles).
- Máximo goleador en competición europea:  Alan Smith y  Michael Jones (14 goles).
- Máximo goleador en Liga:  Peter Lorimer (168 goles).
- Más apariciones en Liga:  Jack Charlton (629 partidos).
- Más apariciones en partidos oficiales:  Jack Charlton y  Billy Bremner (773 partidos).
- Jugador con más partidos disputados en competición europea:  Ian Harte (45 partidos).
- Fichaje más caro:  Rodrigo Moreno Machado del Valencia CF por 32 millones de libras (agosto de 2020).
- Venta más cara:  Rio Ferdinand al Manchester United por 29,1 millones de libras (julio de 2002).
- Jugador más veterano en jugar un partido:  Eddie Burbank (41 años y 23 días) contra el Hull City (abril 1954).
- Jugador más joven en jugar un partido:  Peter Lorimer (15 años y 289 días) contra el Southampton (septiembre de 1962).